# Niambia damarensis
Niambia damarensis är en kräftdjursart som först beskrevs av Panning 1924.  Niambia damarensis ingår i släktet Niambia och familjen myrbogråsuggor. Inga underarter finns listade i Catalogue of Life.